# Patrulla d'orientació

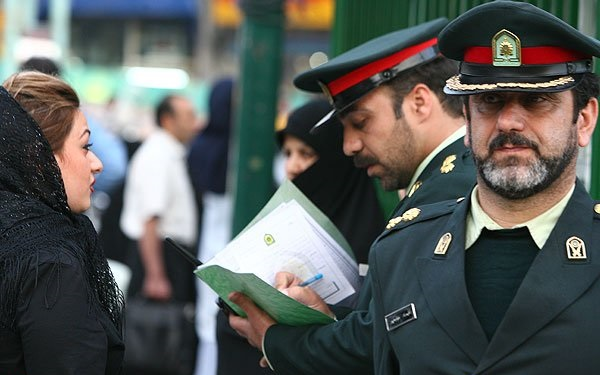
Un policia religiós ensenya i recrimina una dona iraniana

Patrulla d'orientació (persa: گشت ارشاد, gašt-e eršād), també coneguda com a policia de la moda o policia de la moral, és una mena d'esquadra del vici a la Força d'Aplicació de la Llei de la República Islàmica de l'Iran, establerta el 2005 amb la tasca d'arrestar persones que violen el codi de vestimenta, generalment pel que fa al hijab.

## Coherència
Les patrulles solen consistir en una furgoneta amb tripulació masculina acompanyada de dones vestides amb xador que es troben en llocs públics concorreguts, com ara centres comercials, places i estacions de metro, per detenir dones que no porten hijab o que el porten incorrectament. Se'ls condueix a un centre penitenciari o comissaria de policia, se'ls dona una conferència sobre com vestir-se i gairebé sempre els alliberen a familiars homes el mateix dia.
El 2013, el Dia de la Mare iranià, les patrulles van recompensar les dones amb flors per portar xador (l'estil preferit del hijab).
El 27 de desembre de 2017, el general de brigada Hossein Rahimi, cap de la policia del Gran Teheran, va dir: "Segons el comandant de la NAJA, aquells que no segueixin els valors islàmics i tinguin negligència en aquest sentit ja no seran portats als centres de detenció, no se'ls presentarà un cas legal i no els enviarem als jutjats; més aviat, s'oferiran classes d'educació per reformar el seu comportament”.

### Polèmica

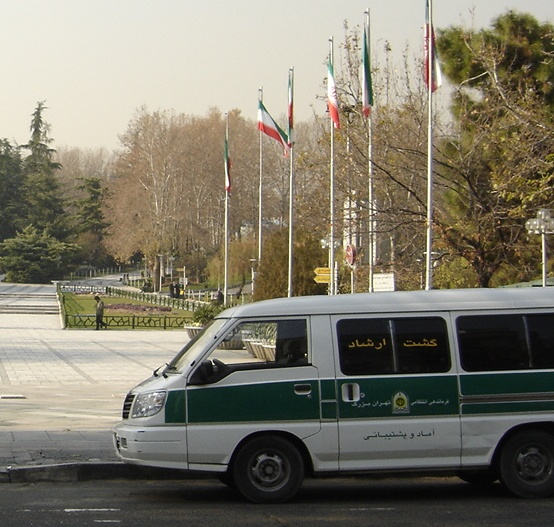
Una furgoneta Delica de la Patrulla d'Orientació estacionada davant del parc Mellat, Teheran

Com a tema de controvèrsia a l'Iran, alguns funcionaris i autoritats afirmen que, basant-se en la seva interpretació de la policia iraniana com a policia religiosa islàmica, la Patrulla d'Orientació serveix per complir els requisits que prescriuen el que és correcte i prohibeixen el que està malament i és exigit per la gent. Altres s'oposen a la seva existència perquè la policia hauria de respectar la llibertat i la dignitat dels ciutadans i fer complir la llei, no la xaria. Se l'ha anomenat no islàmica, sobretot perquè complir els requisits és Hàram (prohibit) quan condueix a la sedició. Alguns argumenten que la noció és una obligació mútua (incloent les protestes dels funcionaris per part del poble) limitada a un costat.
La Patrulla d'Orientació també ha assetjat dones trans per falta de conformitat de gènere. Quan una dona trans iraniana va ser colpejada l'abril del 2018, la policia es va negar a ajudar-la.
El 16 de setembre de 2022, la Patrulla d'Orientació va arrestar Mahsa Amini, una dona kurd-iraniana de 22 anys que, segons diuen, va patir una insuficiència cardíaca i va morir en coma dos dies després. La decoloració de les cames i la cara va suggerir que la van colpejar, malgrat les negacions de la policia. La seva detenció i mort van inspirar una onada de protestes a l'Iran, fins i tot a la Universitat de Teheran i a l'Hospital Kasra, on va morir.